# دموکراتیزاسیون (اتحاد شوروی)
دموکراتیزاسیون (اتحاد شوروی)، (به انگلیسی: Demokratizatsiya (Soviet Union))، (به روسی: Демократизация، تلفظ: IPA: [dʲɪməkrətʲɪˈzatsɨjə]، و democratization)، یک شعاری بود که در ژانویه سال ۱۹۸۷، توسط دبیرکل حزب کمونیست شوروی، میخائیل گورباچف معرفی شد و خواستار تزریق عناصر «دموکراتیک» به دولت تک حزبی اتحاد جماهیر شوروی بود. دموکراتیزاسیون گورباچف به معنای معرفی انتخابات چند حزبی برای حزب کمونیست محلی (CPSU) و حزب کمونیست شوروی بود. به این ترتیب، او امیدوار بود که حزب را با نیروهای پیش‌رونده‌ای جایگزین نماید که اصلاحات سازمانی و سیاسی خود را انجام می دهند. حزب کمونیست اتحاد جماهیر شوروی صرفاً به نظارت بر صندوق رای منتقل می‌شد.
شعار دموکراتیزاسیون بخشی از برنامه های اصلاحی گورباچف بود، از جمله گلاسنوست (افزایش بحث عمومی در مورد مسائل و دسترسی مردم به اطلاعات)، که در اواسط سال ۱۹۸۶ به‌طور رسمی اعلام شد، و «ماکرونیه»، «سرعت» توسعه اقتصادی، که شکست خورد؛ پرسترویکا (بازسازی سیاسی و اقتصادی)، یک شعار دیگری بود که در سال ۱۹۸۷ به یک کمپین مقدماتی تبدیل شد، و همه آن‌ها را پذیرفت.
گورباچف تا آن زمان شعار دموکراتیزاسیون را معرفی کرد، نتیجه‌گیری کرد که اجرای اصلاحاتش که در بیست‌وهفتمین کنگره حزب کمونیست شوروی در فوریه ۱۹۸۶ به کار رفته بود، بیش از هنجار کردن «گارد قدیمی» بود. او استراتژی خود را از تلاش برای کار کردن از طریق حزب کمونیست اتحاد جماهیر شوروی تغییر داد و به جای آن یک درجه آزادی سیاسی را پذیرفت. در ژانویه سال ۱۹۸۷، او از سران حزب به مردم تجاوز کرد و خواستار دموکراتیزه شدن بود.
در زمان کنگره‌ی بیست‌وهشتم حزب کمونیست شوروی در ژوئیه ۱۹۹۰، مشخص شد که اصلاحات گورباچف با پیامدهای ناخواسته و فراگیر همراه بوده است؛ چرا که ملیت‌های جمهوری‌های مجتمع اتحاد جماهیر شوروی سخت‌تر از آن بود که از اتحادیه جدا شود و در نهایت منجر به برچیده‌شدن حزب کمونیست شوروی گردید.